# Emma Kusch
Emma Kusch (* 6. April 2004) ist eine deutsche Fußballspielerin. Seit dem 1. Juli 2024 ist sie Vertragsspielerin des FC Ingolstadt 04.

## Karriere
Kusch begann im Alter von sechs Jahren in Gaustadt bei der dort ansässigen Deutschen Jugendkraft Teutonia Gaustadt mit dem Fußballspielen. Im weiteren Verlauf spielte sie dann für die U13-Mannschaft des FC Eintracht Bamberg, zuletzt in der Saison 2018/19 in der U15-Bayernliga Nord gemeinsam mit Jungen. Dank eines Doppelspielrechts kam sie zeitüberschneidend vom 20. April (16. Spieltag) bis zum 1. Juni 2019 (18. Spieltag) auch für die Staffel Süd der B-Juniorinnen-Bundesliga in drei Punktspielen zum Einsatz. 
Vom 15. September 2019 (2. Spieltag) bis zum 25. Oktober 2020 (19. Spieltag) kam anschließend auch für die B-Jugendmannschaft der SpVgg Greuther Fürth in der B-Juniorinnen-Bayernliga in acht Spielen zum Einsatz, in denen sie zehn Tore erzielte.
Zur Saison 2020/21 wurde sie vom 1. FC Nürnberg verpflichtet, für den sie in der seinerzeitigen Gruppe 2 der drittklassigen Regionalliga Süd in keins der vier ausgetragenen Punktspiele in der aufgrund der COVID19-Pandemie abgebrochenen Saison bestritt. Mit ihrer Mannschaft stieg sie in die 2. Bundesliga auf, da der „Club“ den besten Quotienten aller auf zwei Gruppen aufgeteilten 15 Mannschaften aufwies.
In dieser Spielklasse wurde sie in 24 von 26 Punktspielen eingesetzt und debütierte am 15. August 2021 (1. Spieltag) beim 3:0-Sieg im Auswärtsspiel gegen den FC Bayern München II als Einwechselspielerin ab der 46. Minute. Ihr einziges Saisontor erzielte sie am 20. März 2022 (17. Spieltag) im Auswärtsspiel gegen die SG 99 Andernach mit dem 1:0-Siegtreffer in der 32. Minute. In der Folgesaison erzielte sie zwei Tore in 17 Punktspielen und trug damit zum zweiten Platz bei, gleichbedeutend mit dem zweiten Aufstieg in die Bundesliga, dem zweiten des Vereins seit 1999.
Zur Saison 2024/25 wurde sie – gemeinsam mit Nadja Burkard – vom Zweitligisten FC Ingolstadt 04 verpflichtet.

## Erfolge
- Zweiter 2. Bundesliga 2023 und Aufstieg in die Bundesliga
- Sieger Regionalliga Süd, Gruppe 2 2021 und Aufstieg in die 2. Bundesliga